# Законодательное собрание штата (США)
Законодательное собрание штата (также легислатура штата; англ. state legislature) — законодательный орган штата США. В силу исторической традиции законодательные собрания разных штатов носят разные официальные названия. В 24 штатах законодательный орган именуется собственно «законодательным собранием штата»; в 19 штатах — «Генеральной ассамблеей» (англ. General Assembly). Официальное название законодательных собраний штатов Массачусетс и Нью-Хэмпшир — «Генеральный совет» (англ. General Court), штатов Северная Дакота и Орегон — «Законодательная ассамблея» (англ. Legislative Assembly).
Законодательные собрания большинства штатов собираются на сессии один раз в два года. Для сохранения реальной власти законодательного собрания в межсессионный период создаётся законодательный совет (англ. legislative council), в состав которого могут входить от пяти членов до полного состава законодательного собрания.
Законодательные собрания всех штатов, за исключением Небраски, являются двухпалатными.